# Peso paraguaiano
Il peso è stata la valuta del Paraguay tra il 1856 e il 1944. Ha sostituito il real al cambio di 8 reales = 1 peso. Fino al 1870 il peso era suddiviso in 8 reales. Successivamente il Paraguay decimalizzò la valuta, con 100 centesimos = 1 peso. Il nome della frazione fu modificato in centavo nel 1874. Il peso fu rimpiazzato nel 1944 dal guaraní al cambio di cento a uno.

## Monete
Nel 1867 il Paraguay emise le sue prime monete d'oro, da 4 pesos, durante la guerra della triplice alleanza. Monete di bronzo furono emesse nel 1870 in tagli da 1, 2 e 4 centesimos, seguite nel 1889 da monete d'argento da 1 peso. Nel 1900 furono introdotte le monete in cupro-nichel da 5, 10 e 20 centavos, seguite nel 1925 da quelle in cupro-nichel da 50 centavos, 1 e 2 pesos. Nel 1938 il cupro-nichel fu sostituito con l'alluminio in questi ultimi tre tagli. L'anno seguente furono introdotte monete in cupro-nichel da 5 e 10 pesos.

## Banconote
Nel 1856 il Tesoro Nazionale emise banconote in tagli da ½ e 4 reales, 1 e 2 pesos. Queste furono seguite da banconote da 1 e 2 reales, 3, 4, 5 e 10 pesos dal 1870.
Nel 1870 il Tesoro Generale assunse il controllo sulla produzione di carta moneta ed emise banconote in tagli da 50 centesimos; queste furono le sole banconote denominate in centesimos. Le banconote in pesos erano denominate in "peso fuerte". Le banconote denominate in reales vennero emesse fino al 1871. Nel 1874 furono emesse banconote da 10, 20 e 50 centavos, con quelle da 20 pesos introdotte nel 1875.
Nel 1894 il governo assunse il controllo diretto sull'emissione di banconote, con una serie in tagli da 50 centavos, 1, 5, 10, 20, 50 e 100 pesos. Banconote da 200 e 500 pesos vennero introdotte nel 1899. Infine, nella serie del 1916, furono emesse le banconote da 50 centavos e 1 peso. Le banconote da 1 000 pesos furono introdotte nel 1923.
Nel 1907 la Banca della Repubblica emise banconote da 5, 10, 50, 100 e 1 000 pesos (moneta nazionale), le quali erano anche denominate come 50 centavos, 1, 5 e 10 pesos (in oro). Banche private come "El Banco De Comercio" e "Lezica y Lanús" emisero banconote ad Asunción.